# Вулкан на Фус
Вулканът на Фус (Сириядзири, Айсар) е сложен стратовулкан, един от най-високите на Северните Курилски острови, Русия. Намира се на югозападното крайбрежие на остров Парамушир и там образува едноименен полуостров с диаметър около 9 км. Свързва се чрез провлак с хребета на Карпински. Разположен е на 75 км югозападно от град Северо-Курилск. Носи името на руския математик от швейцарски произход Николай Иванович Фус.

## Описание
Височината на вулкана е 1772 м над морското равнище. Той обаче се издига от самото дъно на Охотско море, тъй като подводни тераси липсват. Поради това неговата фактическа височина достига до 2800 м. Специалистите оценяват възрастта му на около 40 – 50 хиляди години.
Вулканът е съставен главно от андезит, а долната му част е образувана изключително от пирокластични продукти. Представлява правилен, пресечен конус с фуниевиден кратер на върха с диаметър 700 м и дълбочина до 300 м. Кратерът е полуразрушен и е разделен на два неравни дяла, стените му са стръмни, а на места – вертикални. На дъното му е открито допълнителна хлътнатина, за която се предполага, че е мястото на последното изригване. Самото дъно е заето от дебела снежна покривка.
Външният западен край на кратера се спуска далеч надолу и завършва с висок перваз. В долната и средната част на вулканичния конус се намират отлично съхранени лавови потоци. Нос Непройденни е образуван изцяло от тях.

## Флора
Основата на вулкана е изпъстрена с гъста растителност – орлови нокти, дива роза, боровинки, empetrum, мъхове и други. На височина около 600 м. започват гори от елша, високи 5 – 6 метра. Над 1370 м. растителност вече няма и теренът е обсипан само с вулканични бомби и шлака.

## Съвременно състояние
Днес е известно само едно изригване на вулкана, станало през 1854 г. През ноември 1986 г. се наблюдава фумаролна дейност в самия кратер. Фумаролите попадат на линията север-юг, по която е разделено дъното на кратера. Останалата част от него остава покрита със сняг. В наше време вулканът е спокоен и в района му се наблюдава само много слаба фумаролна активност. При изригване потенциална опасност представляват главно изхвърлените облаци от вулканична пепел. От такъв процес са застрашени град Северо-Курилск на 75 км от Вулкана на Фус и селището от градски тип Озерновски на 175 км, разположено на Камчатка.